# Los Premios Mastropiero

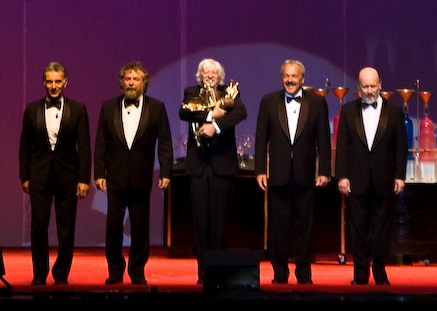

Los Premios Mastropiero es un espectáculo teatral de humor musical del conjunto argentino de instrumentos informales Les Luthiers, en el que no se repite el formato clásico de sus shows anteriores. En este espectáculo el grupo simula una entrega de premios a diversos artistas del ámbito del cine, el teatro, la televisión y la música. Es dirigida por Daniel Rabinovich y Marcos Mundstock. Durante el transcurso de la ceremonia se interpretan tanto obras ternadas como composiciones del mismo Johann Sebastian Mastropiero. 
La obra se estrenó en el Teatro Astengo de Rosario, Argentina, el 29 de julio de 2005. A partir de ese entonces, el espectáculo se ha presentado repetidas veces en el Teatro Gran Rex de Buenos Aires hasta el año siguiente. Además en Mar del Plata, en varias provincias de Argentina, y cruzando el límite del país en Punta del Este (Uruguay) y Santiago de Chile (Chile). Durante el 2009 y 2010, este espectáculo estuvo de gira por España y en otros países como México.
En esta obra se incorpora un nuevo instrumento informal al grupo: el alambique encantador; tocado por Carlos Núñez Cortés, Carlos López Puccio, y Jorge Maronna

## Programa
- Los Premios Mastropiero (ceremonia de entrega de premios)

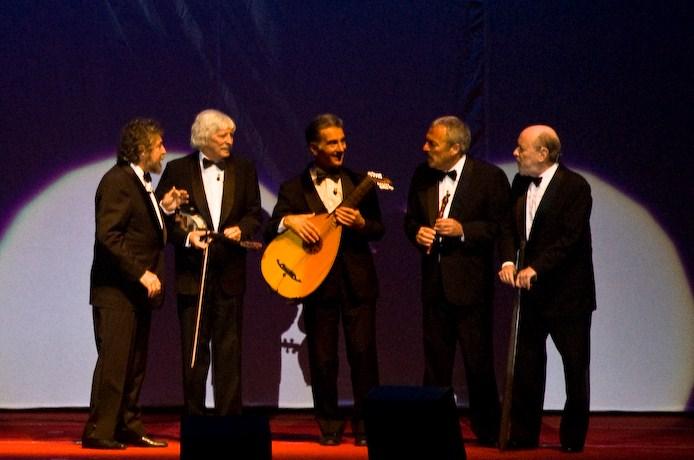

Esta obra forma el eje principal del espectáculo Los Premios Mastropiero, y entre sus textos se intercalan las diversas obras que aparecen en el programa de mano de dicho espectáculo.
- El desdén de Desdémona (madrigal caribeño)

Esta obra, que es una adaptación un tanto particular del Otelo de Shakespeare, fue acusada de alterar con su música la esencia del drama Shakesperiano.
- Amor a primera vista (bossa libidinossa)

El protagonista de esta obra (Jorge Maronna) muestra su éxito contando lo que pasó una noche con dos mujeres bellas que conoció en una reunión.
- Tienes una mirada única. (rock de alabanza)

A través de esta canción, un joven elogia las virtudes de su amada.
- Los milagros de san Dádivo (cantata opus 0800-DADIVO)

Un empresario dirige sus ruegos a un santo, pidiéndole un milagro para un negocio que tiene entre manos. Una vez hechos los trámites necesarios, el empresario se marcha de la Iglesia orgulloso de haber convencido al santo con sus ruegos y actúan haciendo reír al público.
- Ya no te amo, Raúl(a) (bolero)

En la entrega de los Premios Mastropiero está previsto que la canción «Ya no te amo, Raúl» sea interpretada por la cantante que la hizo famosa, Guadalupe Lujan, pero surge un imprevisto a última hora que impide a la cantante actuar (se insinúa que la cantante muere debido a una muy avanzada edad), y recurren a Daniel Rabinovich. La canción está escrita para ser cantada por una mujer, por lo que Daniel se sentirá bastante incómodo en su interpretación.
- Ella me engaña con otro (dúo de amor para varios intérpretes)

Este es un tango en que un marido desconsolado (Carlos Núñez Cortés) le cuenta a un amigo (Marcos Mundstock) su pena de amor con su mujer que lo engaña con otro.
- Juana Isabel (canción con forma de merengue)

Un hombre maduro (Daniel Rabinovich) se queda prendado de una hermosa joven. Tentado por las insinuaciones de la muchacha se dispone a perseguirla por la selva, sufriendo varios contratiempos que le dificultarán el poder alcanzarla.
- Ya no eres mía (ex rock)

Esta canción pone punto final a una relación.
- Valdemar y el hechicero (comedia musical infantil para adultos)

Esta comedia musical infantil adulterada cuenta la historia de Valdemar (Carlos Lopez Puccio), un príncipe que con la ayuda del trovador mágico de Merlín se dirige a salvar a su princesa Ginebra de las garras de un hechicero malvado. Pero pronto descubre que no todo es como lo pintan. Aparición del alambique encantador
Bises: (Alternativos)
- Pepper Clemens sent the messenger, nevertheless the reverend left the herd (Ten-step)
- El explicado (gato didáctico)

## Curiosidades
- La introducción del merengue Juana Isabel es la misma de la obra El Negro quiere bailar del espectáculo Unen canto con humor de 1994.

- Los conductores de la ceremonia Ramírez (Daniel Rabinovich) y Murena (Marcos Mundstock) son los mismos de Radio Tertulia del espectáculo Todo por que rías (1999) y que luego aparecen en Lutherapia (2008).

- Este es el único espectáculo de Les Luthiers en el que se usa una pantalla que varía de colores durante todo el espectáculo.

- Datos: Q5980240